# جيرمين رايت
جيرمين رايت (بالإنجليزية: Jermaine Wright)‏ (21 أكتوبر 1975 بغرينتش في المملكة المتحدة - ) هو لاعب كرة قدم بريطاني في مركز الدفاع. شارك مع منتخب إنجلترا تحت 18 سنة لكرة القدم. أما مع النوادي، فقد لعب مع إيبسويتش تاون وليدز يونايتد ونادي بلاكبول ونادي دونكاستر روفرز ونادي ساوثهامبتون ونادي كرو ألكساندرا ونادي ليويس ونادي ميلوول ووولفرهامبتون واندررز وCroydon Athletic F.C. ‏.

## وصلات خارجية
- جيرمين رايت على موقع قاعدة بيانات كرة القدم.إي يو (الإنجليزية)
- جيرمين رايت على موقع Soccerbase.com (لاعب) (الإنجليزية)
- جيرمين رايت على موقع عالم كرة القدم.نت (الإنجليزية)